# Mike Lane
Michael V. Lane, detto Mike (Washington, 6 gennaio 1933 – Palmdale, 1º giugno 2015), è stato un attore e wrestler statunitense.

## Biografia
La formidabile stazza di Lane (2,03 m per 125 kg) lo portò inizialmente a lavorare nel King Bros. Circus come uomo forzuto. Nel periodo 1952-1959 lottò anche in qualche incontro di wrestling come professionista utilizzando il ring name "Tarzan Mike". Scritturato per il film Il colosso d'argilla, Lane prese lezioni di recitazione e di boxe per interpretare la parte di Toro Moreno, un pugile ispirato a Primo Carnera.
Dopo questo fortunato debutto cinematografico, Lane fece numerose apparizioni in televisione, incluso un ruolo fisso come Frank N. Stein in Monster Squad. Il 25 novembre 1958, nell'episodio The Hunted della serie western della ABC/Warner Brothers Sugarfoot, con Will Hutchins nel ruolo del protagonista, Lane interpretò il ruolo di un ex soldato, John Allman, diventato mentalmente instabile a seguito del terrore provato durante un assalto degli Apache al suo reggimento.

## Filmografia
- Il colosso d'argilla (The Harder They Fall) (1956)
- 77º Lancieri del Bengala (Tales of the 77th Bengal Lancers) – serie TV, episodio 1x18 (1957)
- La sfida dei fuorilegge (Hell Canyon Outlaws), regia di Paul Landres (1957)
- Maverick – serie TV, episodi 1x09-2x20 (1957-1959)
- Cheyenne (2ª stagione), episodio Decision at Gunsight (1957)
- Sugarfoot – serie TV, episodio 2x06 (1958)
- Frankenstein 1970 (1958)
- Have Gun - Will Travel – serie TV, episodio 3x09 (1959)
- Chi era quella signora? (Who Was That Lady?) (1960)
- Valley of the Dragons (1961)
- Ulisse contro Ercole (Ulysses Against the Son of Hercules) (1962)
- Branded – serie TV, episodio 2x03 (1965)
- La via del West (The Way West) (1967)
- Hondo – serie TV, episodio 1x04 (1967)
- Stay Away, Joe (1968)
- I nuovi centurioni (The New Centurions) (1972)
- The No Mercy Man (1973)
- A Name for Evil (1973)
- Gone with the West (1975)
- The Master Gunfighter (1975)
- Commando Zebra (Zebra Force) (1976)
- Monster Squad (1976–1977)
- Stryker (1983)
- Code Name: Zebra (1987)
- Grotesque (1988)
- Curse of the Crystal Eye (1991)
- Demon Keeper (1994)